# إيمانويل أوزوتشوكو
إيمانويل إيكيتشوكو أوزوتشوكو (بالفرنسية: Emmanuel Ikechukwu Uzochukwu)‏ (مواليد 14 يوليو 1998 في لاغوس، نيجيريا) هو لاعب كرة قدم نيجيري يجيد اللعب في مركز المهاجم.

## روابط خارجية
- إيمانويل أوزوتشوكو على موقع Soccerway.com (الإنجليزية)
- إيمانويل أوزوتشوكو على موقع GSA (الإنجليزية)